# Remember Me (film, 2010)
Pour les articles homonymes, voir Remember Me.
Pour plus de détails, voir Fiche technique et Distribution.
Remember Me ou La Rage de vivre (au Québec) est un drame romantique américain sorti au cinéma en 2010. Le film est réalisé par Allen Coulter qui est inspiré d'une pièce écrite par Will Fetters. Il met en vedette Robert Pattinson, Emilie de Ravin, Chris Cooper, Lena Olin et Pierce Brosnan.
Le film a rapporté plus de 50 millions de dollars américains au box-office mondial faisant un succès commercial par rapport à son budget, qui était de 16 millions de dollars. Lors de sa première semaine d'exploitation aux États-Unis, il a engrangé 8 millions de dollars, étant ainsi le huitième film ayant rapporté le plus d'argent lors de cette semaine.
Les critiques ont été pour la plupart assez sévères, déplorant la similitude du film à la saga Twilight, notamment que Pattinson n'arrive pas à se détacher de son personnage d'Edward Cullen. Toutefois, certaines critiques furent positives et soulignent l'honnêteté, la morale instructive et le bon jeu des acteurs. Plusieurs médias[Lesquels ?] ont noté la fin du film comme étant novatrice.

## Résumé
Tyler Hawkins est un étudiant New-Yorkais de 21 ans, solitaire et blessé, en constante rébellion contre son père et la société à la suite d'un drame familial. Lors d'une soirée arrosée, il se mêle avec son ami et colocataire Aidan Hall à une bagarre, ce qui lui vaudra d'entrer en altercation avec le Détective Neil Craig puis les deux amis seront incarcérés. Pour se venger, il décide alors de séduire la fille de celui-ci, Ally Craig, étudiante dans la même université que lui. Cependant, se révélant être aussi fragile et imprévisible que lui, Tyler va très vite tomber follement amoureux d'elle: ce qui ne devait être qu'une vengeance se transforme alors en une histoire d'amour qui les marquera tous les deux à jamais. À côté de cela, Tyler continue de s'occuper et de protéger sa petite sœur, Caroline, une enfant artiste au talent prématuré mais profondément marquée par l'absence perpétuelle de leur père et des moqueries d'autres filles.

## Fiche technique
- Titre original : Remember Me
- Titre québécois : La Rage de vivre
- Réalisateur : Allen Coulter
- Scénario : Allen Coulter, inspiré d'une pièce de Will Fetters
- Décors : Andrew Mondshein
- Costumes : Susan Lyall
- Musique : Marcelo Zarvos
- Production : Nicholas Osborne, Trevor Engelson et Erik Feig
- Société de distribution : Les Films Séville et Entertainment One
- Budget : 16 000 000 $[2]
- Format : Couleur[Note 1]
- Langue : anglais
- Genre : comédie romantique, drame
- Durée : 113 minutes
- Dates de sortie :
  -  États-Unis : 12 mars 2010
  -  France : 7 avril 2010

## Distribution
- Robert Pattinson (VF : Thomas Roditi / VQ : Nicholas Savard L'Herbier) : Tyler Hawkins
- Emilie de Ravin (VF : Ingrid Donnadieu / VQ : Magalie Lépine-Blondeau) : Ally Craig
- Pierce Brosnan (VF : Emmanuel Jacomy / VQ : Daniel Picard) : Charles Hawkins
- Chris Cooper (VF : Patrick Floersheim / VQ : Sébastien Dhavernas) : Neil Craig
- Lena Olin (VF : Tania Torrens / VQ : Anne Bédard) : Diane Hirsch
- Peyton Roi List (VF : Clara Quilichini) : Samantha
- Tate Ellington (VF : Emmanuel Garijo / VQ : Hugolin Chevrette) : Aidan Hall
- Martha Plimpton : Helen Craig
- Ruby Jerins (VF : Lou Lévy / VQ : Juliette Garcia) : Caroline Hawkins
- Gregory Jbara (VQ : Thiéry Dubé) : Les Hirsch
- Chris McKinney (VF : Guillaume Orsat / VQ : Patrick Chouinard) : Leo
- Meghan Markle : Megan

## Développement
Remember Me a été filmé à Manhattan, à la fin de l'été 2009. Le tournage a eu lieu dans différents endroits publics tels que le restaurant Pearl Street Diner ou dans la librairie The Strand Bookstore. Emilie de Ravin a déclaré avant le début du tournage qu'elle était très excitée par la perspective de travailler avec Robert Pattinson et qu'elle avait trouvé le script, lu seulement trois semaines avant le début du tournage, particulièrement intéressant. Robert Pattinson lui l'avait lu deux ans plus tôt, soit avant de participer au premier opus de la saga Twilight. Lors de la première journée officielle de tournage, les paparazzi et fans étaient au rendez-vous et toujours selon Emilie de Ravin, tout cela était « chaotique ».
Le film sort au cinéma quelques mois après la fin du tournage des dernières scènes. D'abord aux États-Unis et au Canada, le 12 mars 2010, puis en France, le 7 avril 2010. La sortie DVD a elle eut lieu le 22 juin aux États-Unis et au Canada, le 14 juillet en Australie et entre le 23 juillet et le 2 septembre pour le reste du monde. La sortie en France aura lieu le 15 septembre, une journée avant la Belgique.

## Réception

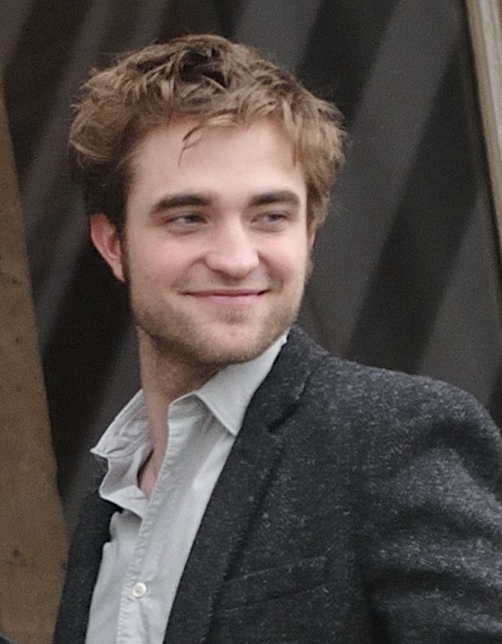
L'acteur principal Robert Pattinson, l'année de tournage du film.

### Commerciale
Le film commence par se positionner à la cinquième place des plus grosses recettes au cinéma aux États-Unis, derrière Alice au Pays des Merveilles, Green Zone, Trop Belle! et Shutter Island. Il rapporte au total 8 089 139 dollars lors de sa première semaine d'exploitation. La semaine suivante, toujours aux États-Unis, le film rapporte 3 300 000 dollars, puis 1 900 000 dollars la troisième semaine, ce qui fait environ 17 millions de dollars cumulés lors de cette semaine. Finalement, lors de sa dernière semaine de diffusion dans les salles aux États-Unis, le film a récolté 483 000 de dollars américains. En France, le film a cumulé 219 000 entrées lors de sa première semaine puis baissera un peu la semaine suivante avec 131 000 entrées. La troisième semaine les entrées baissent d'environ 50 % et totalisent 61 000 pour enfin terminer à 35 229 entrées lors de sa dernière semaine d’exploitation. Le film a également récolté quelques dizaines de millions de dollars dans certains pays étrangers, principalement au Canada, où le film est sorti le 12 mars 2010, au Royaume-Uni, où il est sorti le 2 avril et l'Australie, où il est sorti le 11 mars, soit une journée avant sa diffusion aux États-Unis.
| Mondial, pays ou région | Box-office      | Box-office arrêté le... | Nombre de semaines |
| ----------------------- | --------------- | ----------------------- | ------------------ |
| Mondial                 | 55 068 240 $US  | 13 avril 2010           | 5                  |
| États-Unis              | 18 725 834 $US  | 13 avril 2010           | 5                  |
| France                  | 466 608 entrées | 4 mai 2010              | 4                  |
| Québec                  | 511 646 $CAN    | 28 mars 2010            | 3                  |

### De la presse
Le film a reçu dans l'ensemble des critiques plutôt positives. Julie Decottignies de L'Excessif salue le jeu des acteurs, et note le fait que l'histoire bien que simple est très intéressante en déclarant que le film est « une histoire banale à portée universelle, faisant de sa simplicité une véritable force ». En matière scénaristique, elle affirme que chaque réplique est parfaitement à sa place mis à part quelques-unes où « un joli moment ou deux dont l'impact est amoindri par une explication de textes quand le silence les aurait mieux servis ». Elle salue aussi la fluidité de la caméra face aux images présentées. Toujours dans le positif, Mathieu Carratier de Première souligne la sincérité dont fait preuve l'histoire par rapport aux habituels drames romantiques hollywoodiens. Il ajoute à propos de la fin du film, qu'elle pourra soit vous choquer, soit vous bouleverser ou vous indigner. Jérôme Vermelin de MetroFrance a beaucoup apprécié la base de l'histoire en notant qu'il ne s'agissait pas d'une comédie romantique mais d'un mélodrame romantique.
Côté négatif, la critique s'en réjouit elle aussi. Frédérique Roussel de Libération déplore le fait que le scénario « tire sur la corde » et qu'il est parfois « illogique », il admet toutefois que Remember Me est quelque peu touchant. Marie Sauvion de Le Parisien affirme que la performance de Robert Pattinson était d'une qualité piètre et que ce film servait de transition pour « patienter jusqu'à Twilight 3 ». Élodie Leroy de FilmsActu note que le film « bouscule » l'image de Pattinson et qu'il s'agit d'un bon film pour les fans de Twilight, tout en précisant que Remember Me présente une « réalisation correcte » et des « prestations d'acteurs sans fausses notes ». Finalement, Florence Colombani, Le Point déplore la performance de Robert Pattison en disant qu'elle espère que celui-ci trouvera de meilleurs projets à l'avenir.

## Bandes musicales
La bande originale du film est publiée quelques jours avant la sortie officielle du film, précisément le 9 mars 2010. La bande instrumentale est aussi sortie la même journée, et est composée entièrement par Marcelo Zarvos. Le film contient au total 26 chansons : 14 de la bande originale et 12 de la bande instrumentale,. Les chanteurs figurant dans la bande originale sont : Luscious Jackson, Kottonmouth Kings, National Skyline, Ani Difranco, Two Ton Boa, Ed Harcourt, The Promise Ring, Supergrass, Sparklehorse (Le chanteur Mark Linkous est mort une semaine avant la sortie du film), Sigur Ros, The Sea And Cake, Us3, Long Hind Legs et Fonda. La chanson principale du film est évidemment la chanson thème de l'album et le titre du film, Remember Me, elle est la dixième dans l'ordre des morceaux de la bande instrumentale.